# Крупиньский, Лукаш
Лукаш Крупинский (пол. Łukasz Krupiński  о файле, родился 5 июня 1992 года, Варшава, Польша) - польский пианист, победитель 7-го Международного конкурса пианистов в Сан-Марино и полуфиналист XVII Международного конкурса пианистов имени Шопена в Варшаве, Польша, в октябре 2015. Его жанр — классическая музыка.
Его дебютный альбом Espressione вышел в 2017 году и включает в себя композиции Гайдна, Шопена и Скрябина. Диск был номинирован на International Classical Music Awards 2018.

## Биография
Лукаш Крупинский — известный польский пианист-классик. Ранее он учился в Музыкальной школе им. Зенона Бжевского у профессора Джоанны Лавринович в Музыкальном университете Фредерика Шопена в Варшаве, где он окончил с отличием «Magna cum Laude» под руководством профессора Алисии Палета-Бугай и д-ра Конрада Сколярского. Он продолжил обучение у профессора Ари Варди в Ганноверском университете музыки, драмы и медиа (2017–2018) и у профессора Дмитрия Алексеева в Королевском музыкальном колледже в Лондоне (2018–2019).
Как полуфиналист, он вошел в число двадцати лучших пианистов 17-го Международного конкурса пианистов имени Фредерика Шопена в Варшаве (2015).
Он является победителем 7-го Международного конкурса пианистов в Сан-Марино и всех призов конкурса — Приз зрительских симпатий, Приз музыкальных критиков и Приз оркестра. Крупинский стал финалистом Международного конкурса пианистов им. Ферруччо Бузони в Больцано в 2017 году и выиграл международные конкурсы пианистов в Ганновере (2015), Аахене (2016) и Гёрлице (2020).
В 2018 году Крупинский дал свой дебютный концерт в Carnegie Hall / Isaac Stern Auditorium и с тех пор получил приглашения выступить с Чикагской филармонией и Buffalo Philharmonic. В том же году он отправился в турне с оркестром Сантандера и Лоуренсом Фостером. Он выступал в Королевском Альберт-Холле в Лондоне, Театре Ла Фениче в Венеции, Ла Верди в Милане и Меркин Холле в Нью-Йорке.
Крупинский не только дважды лауреат премии министра культуры и национального наследия за выдающиеся художественные достижения, но и получил стипендию министра культуры и национального наследия и стипендию Фонда Кристиана Цимермана. В 2016 году он был награжден памятной медалью Музыкального университета имени Фредерика Шопена в знак признания его художественных достижений.
Лукас Крупински — артист Steinway, он представлен Ассоциацией Людвига ван Бетховена.

## Награды и конкурсы
- Гран-при и два специальных приза на II Сибирском международном конкурсе пианистов имени Шопена в Томске (Россия), 2013 г.[10]

- Премия Министра Культуры и Национального Наследия, 2013 и 2014 гг.

- I премия конкурса пианистов Yamaha Music Foundation в Кракове, 2014 г.

- II премия 47-го Польского конкурса Шопена в Варшаве, 2015 г.

- I премия 15-го Международного конкурса пианистов общества Chopin-Gesellschaft в Ганновере, 2015 г.

- Стипендия Кристиана Цимермана, 2015 г.

- Полуфинал 17-го Международного конкурса пианистов имени Фредерика Шопена в Варшаве, 2015 г.

- I премия Международного конкурса пианистов ClaviCologne в Аахене, 2016 г.

- Памятная медаль Музыкального университета имени Фредерика Шопена, за художественные достижения, 2016 г.

- 1-е место на Международном конкурсе пианистов в Сан-Марино и все дополнительные цены: приз зрительских симпатий, приз музыкальных критиков и приз оркестра, 2016 г.

- Финал Международного конкурса пианистов имени Ферруччо Бузони в Больцано, 2017 г.

- 3 место на Kissinger Klavierolymp (Kissingen Piano Olympics), Бад-Киссинген, 2018 г.

- Главный приз на Meeting Point Music Messiaen в Гёрлице, 2020 г.